# بحران آمریکای مرکزی
بحران آمریکای مرکزی در اواخر دهه۱۹۷۰ آغاز شد، زمانی که جنگ‌های داخلی بزرگ و انقلاب‌های کمونیستی در کشورهای مختلف آمریکای مرکزی رخ داد و باعث شد که از نظر تغییرات اجتماعی و اقتصادی به ناآرام‌ترین منطقه جهان تبدیل شود. به ویژه، ایالات متحده می ترسید که اگر دولت‌های کشورهای آمریکای مرکزی سرنگون شوند و دولت‌های کمونیستی طرفدار شوروی به جای آن‌ها مستقر شوند، پیروزی‌های نیروهای کمونیستی باعث شود که آمریکای جنوبی از ایالات متحده منزوی شود. در طول این جنگ‌های داخلی، ایالات متحده با حمایت از دولت‌های دست راستی که توسط طبقات نخبه حمایت می‌شد، در برابر چریک‌های چپ که مورد حمایت طبقه دهقان و کارگر بودند، به دنبال منافع خود بود.
پس از جنگ جهانی دوم و ادامه در دهه‌های ۱۹۶۰ و ۱۹۷۰، چشم‌انداز اقتصادی آمریکای لاتین به شدت تغییر کرد. بریتانیا و ایالات متحده هر دو دارای منافع سیاسی و اقتصادی در آمریکای لاتین بودند که اقتصاد آن بر اساس وابستگی خارجی توسعه یافت. این سیستم جدید به جای تکیه صرف بر صادرات محصولات کشاورزی، توسعه داخلی را ارتقا داد و بر بازارهای مشترک منطقه‌ای، سرمایه بانکی، نرخ بهره، مالیات، و سرمایه رو به رشد به قیمت نیروی کار و طبقه دهقان متکی بود. بحران آمریکای مرکزی، تا حدی، واکنشی بود که از سوی به حاشیه رانده‌ترین اعضای جامعه آمریکای لاتین به مالکیت ناعادلانه زمین، اجبار کار، و نمایندگی سیاسی نابرابر انجام شد. مالکیت زمینی بر چشم‌انداز اقتصادی و سیاسی منطقه تسخیر شده بود و به شرکت‌های بزرگ نفوذ زیادی بر منطقه می‌داد و کشاورزان سابقاً خودکفا و کارگران طبقه پایین را به سختی می‌کشاند.

## کشورها

### نیکاراگوئه
جبهه آزادی‌بخش ملی ساندینیستا دیکتاتوری  64ساله بنام سوموزا را در سال۱۹۷۹ شورش علیه دولت ساندینیستا سرنگون کرد.

### السالوادور

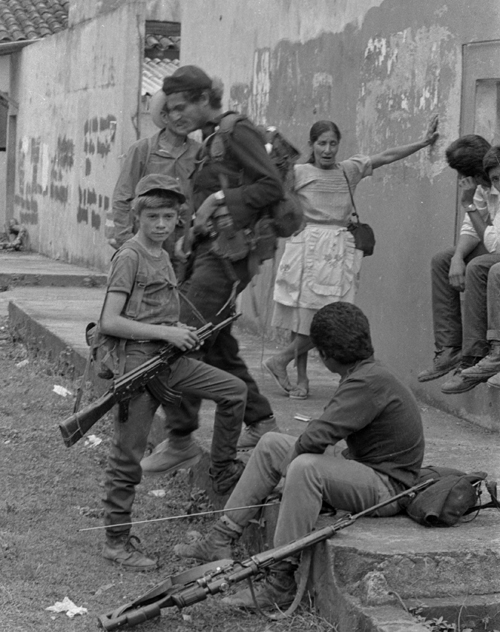
مبارزان جبهه آزادیبخش ملی فارابوندو مارتی ۱۹۹۰; در مدت کوتاهی در طی یک نبرد در میان مارپیچ خشونت که باعث بیش از ۷۵۰۰۰ قربانی غیرنظامی شد.

جنگ بین دولت السالوادور به رهبری ارتش و جبهه آزادیبخش ملی فارابوندو مارتی، یک ائتلاف یا سازمان متشکل از پنج شبه نظامی جناح چپ. در طول دهه ۱۹۷۰، قبل از شروع کامل جنگ داخلی، تنش‌ها و خشونت‌های قابل توجهی وجود داشت.
ایالات متحده از دولت نظامی سالوادور حمایت کرد و چهار میلیارد دلار به آنها کمک کرد، نخبگان نظامی آنها را آموزش داد و در طول یک دهه به آنها تسلیحات داد.[۵] اسرائیل همچنین فعالانه از نیروهای دولتی حمایت کرد و از سال ۱۹۷۰ تا ۱۹۷۶ بزرگترین تأمین کننده تسلیحات السالوادور بود. درگیری در اوایل دهه۱۹۹۰ پایان یافت. در طول جنگ بین۷۵۰۰۰ تا۹۰۰۰۰ نفر کشته شدند.

### گواتمالا

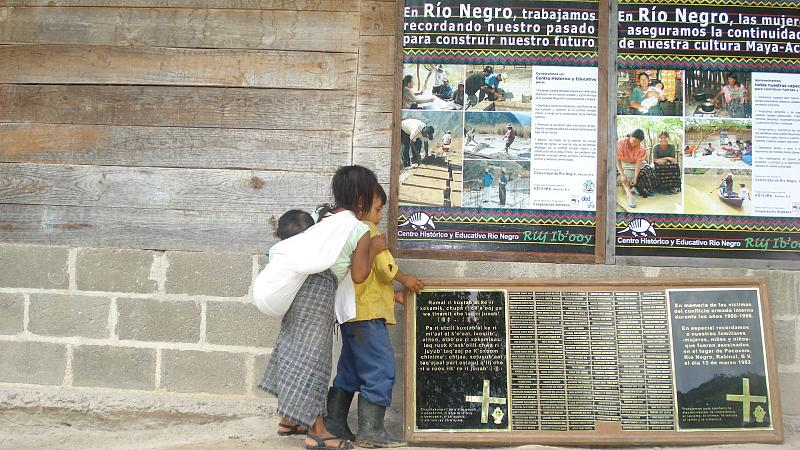
یادبود قربانیان قتل‌عام ریو نگرو

پس از کودتای تحت حمایت سیا برای برکناری خاکوبو آربنز در سال ۱۹۵۴، جنگ داخلی بین سال‌های ۱۹۶۲ ۱۹۹۶ در گواتمالا درگرفت از جمعیت بزرگ دهقانی و بومی تشکیل شده بودند. آنها یک عملیات چند وجهی را اجرا کردند و یک مبارزه توده ای مسلحانه با شخصیت ملی را رهبری کردند. گواتمالا شاهد افزایش خشونت در اواخر دهه ۱۹۷۰ بود که با قتل‌عام پانزوس در سال ۱۹۷۸ مشخص شد. در سال ۱۹۸۲ گروه‌های چریکی احیا شده در اتحاد انقلابی ملی گواتمالا متحد شدند.
ریاست جمهوری افراین ریوس مونت (1982–۱۹۸۳) که در طی آن او استراتژی ای را اجرا کرد که آن را «لوبیا و گلوله» نامید، به‌طور گسترده‌ای مورد توجه قرار گرفت. نقطه عطف جنگ. دولت گواتمالا و چریک‌های به شدت ضعیف شده در دسامبر۱۹۹۶ توافق‌نامه صلح امضا کردند و به جنگ پایان دادند. بیش از ۲۰۰۰۰۰نفر در طول جنگ داخلی جان خود را از دست دادند، مردم بومی به‌طور نامتناسبی که توسط ارتش به رهبری ریوس مونت هدف قرار گرفتند. در ۱۰می۲۰۱۳، ریوس مونت به جرم نسل‌کشی مجرم شناخته شد و به ۸۰سال زندان محکوم شد.

### هندوراس
هندوراس با ورود به بحران آمریکای مرکزی، متحمل کودتاهای مداوم و دیکتاتوری‌های نظامی شده بود. در نتیجه، در دهه ۱۹۸۰، این کشور به آرامی روند رو به وخامت خود را از نظر تجارت آغاز کرد، ادامه مشکلات با بازار مشترک آمریکای مرکزی، کاهش ذخایر مالی بین‌المللی، کاهش حقوق، و افزایش بیکاری. هندوراس، مانند السالوادور، به‌طور فزاینده ای به کمک‌های اقتصادی ایالات متحده وابسته بود. با این حال، تلاش‌ها برای شروع انقلاب شکست خورد، زیرا بیش از اقدامات گروه شبه‌نظامی جنبش آزادی‌بخش خلق-سینچونرو و سایر سازمان‌ها، تلاش‌های عمده‌ای صورت نگرفت. این به دلیل اصلاح طلبی نظامی دولت‌های نظامی نظامی دهه۱۹۶۰ و۱۹۷۰ به رهبری اسوالدو لوپز آرلانو و خوان آلبرتو ملگار بود.
بخاطرترس از سرایت جنگ‌های داخلی که همسایگانش را به هم می‌رساند، به قتل، شکنجه و ناپدید شدن هر فردی که به‌عنوان دگراندیش شناخته می‌شد، به رهبری گردان مرگ ارتش هندوراس، که تحت آموزش و پشتیبانی سازمان اطلاعات مرکزی آمریکا قرار می‌گرفت.. هندوراس به پایگاهی کلیدی برای واکنش دولت ریگان به بحران تبدیل شد و قلمرو هندوراس را به پایگاه ارتش ایالات متحده برای حفظ کنترل نظامی در آمریکای مرکزی تبدیل کرد.
نیروهای آمریکایی در دهه۱۹۸۰ تمرینات نظامی بزرگی را در هندوراس برگزار کردند و هزاران نفر از سالوادورها را در این کشور آموزش دادند. این کشور همچنین میزبان پایگاه‌هایی برای کنتراهای نیکاراگوئه بود. در سال۱۹۸۶، آنها شاهد درگیری‌های مسلحانه در مرز با نیکاراگوئه بودند که به بمباران هوایی دو شهر نیکاراگوئه توسط نیروی هوایی هندوراس ختم شد. تا سال ۱۹۹۸،طوفان میچ بیش از ۲میلیون هندوراسی را بدون خانه یا شغل رها کرد، بخش خوبی از زیرساخت‌ها که کاملاً آسیب دیده بود و هندوراس را به فقر بیشتری کشاند.

## پاسخ ایالات متحده
- عملیات کندور
- ابتکار حوزه کارائیب
- کاروان‌های مهاجر آمریکای مرکزی
- دکترین ریگان
- مداخلات خارجی توسط آمریکا
- دخالت ایالات متحده در تغییر رژیم در آمریکای لاتین
- روابط آمریکای لاتین و ایالات متحده
- بحران زاپاتیستا

## میراث
در اواخر دهه ۱۹۸۰، السالوادور، گواتمالا و هندوراس همگی اصلاحاتی را اجرا کردند که اقتصادهای خود را به سمت مدل نئولیبرالی سوق داد، مانند خصوصی‌سازی شرکت‌های دولتی، آزادسازی تجارت، تضعیف قوانین کار و افزایش مالیات بر مصرف در تلاش برای ثبات اقتصادشان.تا تاریخ ۲۰۲۰، خشونت هنوز بر آمریکای مرکزی حاکم است.میراث مشترک بحران آمریکای مرکزی، جابجایی و نابودی جوامع بومی بود، به ویژه در گواتمالا، جایی که آنها حامیان بالقوه دولت و نیروهای چریکی محسوب می‌شدند.

## تلاش‌های صلح
چندین کشور آمریکای لاتین گروه کنتادورا را تشکیل دادند تا برای حل و فصل جنگ‌های منطقه تلاش کنند. بعدها، رئیس‌جمهور کاستاریکا، اسکار آریاس، موفق شد سایر رهبران آمریکای مرکزی را متقاعد کند که توافقنامه صلح اسکیپولاس را امضا کنند، که در نهایت چارچوبی برای پایان دادن به جنگ‌های داخلی فراهم کرد.